# Llanfynydd, Flintshire
Llanfynydd är en community i Storbritannien.   Den ligger i kommunen Flintshire och riksdelen Wales, i den södra delen av landet, 260 km nordväst om huvudstaden London.